# Pojazd akumulatorowy
Pojazd akumulatorowy (BEV - Battery Electric Vehicle) — pojazd wyłącznie elektryczny, pojazd w pełni elektryczny to rodzaj pojazdu elektrycznego (EV), który do napędzania silników  wykorzystuje wyłącznie energię chemiczną przechowywaną w akumulatorach, bez dodatkowego źródła napędu czy generatora energii (wodorowe ogniwo paliwowe, silnik spalinowy itp.). Pojazdy typu BEV wykorzystują do poruszania się silniki elektryczne. Czerpią całą energię z akumulatorów, dzięki czemu nie mają silnika spalinowego, ogniwa paliwowego ani zbiornika paliwa. Nie emitują do atmosfery żadnych szkodliwych substancji.
W kategorii pojazdów typu BEV znaleźć można: motocykle elektryczne, rowery elektryczne, skutery elektryczne, urządzenia transportu osobistego takie jak deskorolki czy monocykle, hulajnogi elektryczne, wózki widłowe, autobusy, samochody czy nawet łodzie.